# Stenoperla hendersoni
Stenoperla hendersoni is een steenvlieg uit de familie Eustheniidae. De wetenschappelijke naam van de soort is voor het eerst geldig gepubliceerd in 1996 door McLellan.